# Ardanovce
Ardanovce (in ungherese Árdánfalva) è un comune della Slovacchia facente parte del distretto di Topoľčany, nella regione di Nitra.